# Парусник антимах
Парусник антимах (лат. Papilio antimachus) — крупная дневная бабочка из семейства Парусники. Самая крупная дневная бабочка на территории Африки. Видовое название дано в честь Антимаха — одного из троянских старейшин в греческой мифологии.

## Открытие
Первый экземпляр был найден англичанином Смитманом в Сьерра-Леоне в 1775. Он был отправлен в Лондон, где известный естествоиспытатель энтомолог Дрю Друри дал первое научное описание самца данного вида в своем труде «Энтомология», изданном в 1782 году. Второй экземпляр попал в Европу почти 100 лет спустя в 1873 году. Первый экземпляр самки был пойман только в 1882 году, туземцы принесли её участникам энтомологической экспедиции лорда Ротшильда.

## Описание
Крупная бабочка с размахом крыльев 18—23 см. Размах крыльев отдельных особей самцов — до 25 см. Самцы крупнее самок. Вершина передних крыльев сильно вытянута. Основной фон крыльев варьируется от охристого до оранжевого и красно-жёлтого. Рисунок образован пятнами и полосами на границах ячеек крыла, цвет которых варьируется от тёмно-коричневого до почти чёрного. Брюшко песочного цвета.

## Ареал
Ангола, Камерун, Центральноафриканская Республика, Республика Конго, Габон, Либерия, Нигерия, Гана, Уганда, Демократическая Республика Конго, Сьерра-Леоне, Кот-д’Ивуар.

## Подвиды
- P. antimachus antimachus (Drury, 1782). Экваториальная Африка
- P. antimachus parva (Jackson, 1956). Уганда

## Местообитания
Влажные тропические леса. Самцы часто образуют скопления на цветущих растениях. Самки держатся вблизи вершин деревьев, крайне редко спускаются вниз и вылетают на открытые участки леса.

## Численность и замечания по охране
Несмотря на обширный ареал, этот вид немногочисленный. В Демократической Республике Конго, Гане, Кот-д’Ивуаре приняты меры по охране вида.